# Bốc Lỗ Hãn
Bốc Lỗ Hãn (tiếng Mông Cổ: Булган хатан,ᠪᠤᠷᠬᠠᠨ; tiếng Trung: 卜魯罕; ? - 1307), kế thất nhưng là Hoàng hậu đầu tiên của Nguyên Thành Tông Thiết Mộc Nhĩ, vị Hoàng đế thứ hai của nhà Nguyên trong lịch sử Trung Quốc.
Từ khi thành lập Nguyên triều, bà là vị Hoàng hậu đầu tiên được ghi nhận can chính. Sau khi Nguyên Thành Tông tạ thế, Thái tử Đức Thọ cũng qua đời, bà và An Tây Vương A Nan Đáp bắt tay giám quốc mãi đến khi Nguyên Vũ Tông kế vị.

## Tiểu sử
Hoàng hậu thuộc tộc Bá Nhạc Ngô thị (巴牙惕氏), con gái của Tuligus. Sử sách không ghi năm sinh, cũng như năm bà kết hôn với Nguyên Thành Tông, chỉ biết bà là kế thất của Thành Tông. Trước bà, Thành Tông có một nguyên phối là Hoằng Cát Lạt Thất Liên Đáp Lý, sinh Thái tử Đức Thọ, mất trước khi Thành Tông kế vị.
Năm Nguyên Trinh thứ nhất (1295), Thành Tông lên ngôi, lập Bốc Lỗ Hãn làm Hoàng hậu. Tháng 10 năm 1299, bà chính thức cử hành lễ sách phong.
Năm 1305, Thành Tông bệnh tật triền miên, Bốc Lỗ Hãn bắt đầu nhúng tay vào việc triều chính. Thấy Ái Dục Lê Bạt Lực Bát Đạt (sau là Nguyên Nhân Tông), cháu Thành Tông là người thông minh, cứng rắn, bà đuổi mẹ con Bát Đạt đến Hoài Châu để tránh quyền hành rơi vào tay người ngoài.
Tháng 2 năm 1307, Nguyên Thành Tông băng hà. Cùng năm, Thái tử Đức Thọ cũng tạ thế, triều đình không chọn được ai kế vị. Dưới sự ủng hộ của Tả thừa tướng A Hốt Đài, Hoàng hậu càng trở nên chuyên quyền, muốn đưa An Tây Vương A Nan Đáp (người Hồi giáo) lên ngôi, nhưng bị nhiều người kịch liệt phản đối. Vì vậy, bà lấy danh nghĩa giám sát đất nước, cho A Nan Đáp làm phụ chính. Ái Dục Lê Bạt Lực Bát Đạt liên hệ anh trai là Hải Sơn (sau là Nguyên Vũ Tông) về Đại đô giành ngôi. Ông bắt giam A Nan Đáp và A Hốt Đài, Hải Sơn xử tội hai tên này tội chết. Hoàng hậu Bốc Lỗ Hãn bị tạm giam, sau bị Hải Sơn đày ra Đông An ban tự vẫn. Bà chết vào tháng 5 năm đó, bộ hạ của A Nan Đáp bị đày đến khu vực Thổ Lỗ Phồn tại Tây Vực.